# Examen cytobactériologique des crachats
L'Examen CytoBactériologique des Crachats = [ECBC] , ou bien Examen CytoBactériologique des Expectorations = [ECBE], est un examen de biologie médicale, étudiant les sécrétions bronchiques d'un patient. Ce prélèvement nécessite quelques jours d'analyse (notamment pour la culture) avant de donner tous ces résultats et nécessite d'être analysé dans un laboratoire d'analyse médicales. L'échantillon est examiné au microscope (« examen au direct », rendu rapidement) sans et avec une coloration de Gram. Ceci permet de noter l'éventuelle présence de germes lorsqu'ils sont en quantité suffisante pour être vus. L'échantillon est ensuite placé en culture pour réalisation d'une numération des germes, d'une identification bactérienne et, éventuellement d'un antibiogramme, ce qui prend plus de temps.